# Митулин
Миту́лин — село в Україні, у Золочівській міській громаді, Золочівського району Львівської області. До 2020 року села Новосілки та Митулин підпорядковувалися Новосілківській сільській раді, нині орган місцевого самоврядування — Золочівська міська громада. Населення становить 474 особи. 

## Географія
Село Митулин розташоване при автошляхові М09 «Тернопіль — Рава-Руська», за 47 км від обласного центру, 22 км від районного центру та 22 км від адміністративного центру міської громади. За 15 км знаходиться найближчий зупинний пункт Львівської залізниці Княже. На схід та на південь від Митулина розташовано село Новосілки, на захід — села Словіта, Кривичі та Перегноїв, північний захід — село Перегноїв. З півдня на північ, а потім на захід селом тече маленький струмок, що впадає до так званого Перегноївського ставу, утвореного річкою Перегноївкою, правої притоки Полтви. 
Поблизу села є поклади глини, піску, вапняків, галечнику та гравію.

## Топоніми

### Урбаноніми
У селі Митулин налічується 11 вулиць.
- Водна
- Довга
- Загородня
- Незалежності
- Крута
- Лісова
- Підвинна
- Підгірна
- Підсадна
- Центральна
- Шкільна

## Історія
Перша писемна згадка про Митулин датується 1440 роком та пов'язана з іменем Станіслава Митулинського, тодішнього власника села. Повторно село Митулин (лат. Mitholin) згадується у 1449 році при поділі майна між кількома шляхтичами.
У 1649 році селяни з Митулина Сидір Остапкович і Проць Івашків присягали, що через спустошення і спалення села,  не змогли заплатити багато податку, лише 2 злотих.
У 1708 році в селі згадується власна парафія в складі Гологірського намісництва та церква Покрови Пресвятої Богородиці. 
Після першого поділу Речі Посполитої у 1772 році опинилося у межах Австрійської імперії (від 1867 року — у складі Австро-Угорщини). Наприкінці XIX століття у Митулині діяли греко-католицька церква, костел, функціювали школа та хата-читальня.
Після розпаду Австро-Угорщини у 1918 році — у складі ЗУНР, у 1919–1939 роках — Польщі, від вересня 1939 року — у складі УРСР. Від червня 1941 до липня 1944 року — під німецькою окупацією.
До середини 1950-х років вели збройну боротьбу загони ОУН–УПА.
З приходом радянської влади у 1939 році, а потім повторно у 1944 році село ввійшло до складу Красненського району, після його ліквідації у 1959-му — перейшло до Глинянського району. В ході укрупнення районів у 1962 році Глинянський район став частиною Золочівського району.

## Населення
Наприкінці XIX століття у селі мешкали 845 осіб, у 1900 році — 1076 осіб, у 1931 році — 1060 осіб, у 1939 році — 1130 осіб, з них: 530 українців-греко-католиків, 10 поляків, 540 українців-римокатоликів та 50 євреїв. За даними всеукраїнського перепису населення 2001 року у селі мешкало 474 особи.

### Мова
Розподіл населення за рідною мовою за даними перепису 2001 року був наступним:
| українська | 474 | 100,00 |

## Пам'ятки, визначні місця

### Церква Покрови Пресвятої Богородиці
Церква збудована з соснових брусів у 1863 році, за інформацією поданою в шематизмі 1924 року, датою будівництва дерев'яної церкви в Митулині є 1848 рік. У 1893 році був розписаний інтер'єр і того ж року до північної стіни вівтаря прибудували ризницю (згідно дати «1893» позначеної на фронтоні ризниці). Розташована на пологому схилі в оточенні дерев у східній частині Митулина. Тризрубна одноверха будівля. Складається з прямокутних в плані бабинця та вівтаря, між якими розташована ширша квадратова нава. До вівтаря з півночі прилягає ризниця. Церква оточена піддашшям, оперте на фігурні випусти зрубів.
Стіни підопасання були вертикально шальовані дошками, надопасання — були оббиті фарбованою бляхою. Нині стіни церкви (крім ризниці) оббиті ґонтами. Низький восьмерик нави вкритий шоломовою банею з ліхтарем та маківкою. На захід від церкви розташована дерев'яна двоярусна квадратова дзвіниця, накрита пірамідальним дахом.
Відомий реставратор ікон Петро Скоп, у статті «Творчість Івана Рутковича у світлі нових досліджень» зазначає, що тривалий час на зовнішній стіні дзвіниці була прибита ікона Богородиця Одигітрія, яка є останнім підписаним твором відомого маляра Івана Рутковича. Про авторство цієї ікони свідчить напис на звороті, зроблений чорною фарбою: «Образ пречистої Богородиці справив священик ієрей отець Максим Сидорович призвітер митуленський зі сином своїм Тимофійом для цього ж храму Покрови Пресвятої Богородиці спасіння ради. В році 1700 серпня дня […]тонадцятого. Іван Руткович Маляр Жовківський».
Дерев'яна церква Покрови Пресвятої Богородиці з дзвіницею внесені до реєстру пам'яток архітектури національного значення Львівської області під охоронними № 1364-1 та № 1364-2 відповідно. Нині церква належить до Глинянського деканату Львівської архієпархії УГКЦ та перебуває в користуванні релігійної громади УГКЦ парафії Покрову Пресвятої Богородиці села Митулин.

Церква Покрови Пресвятої Богородиці з каплицею
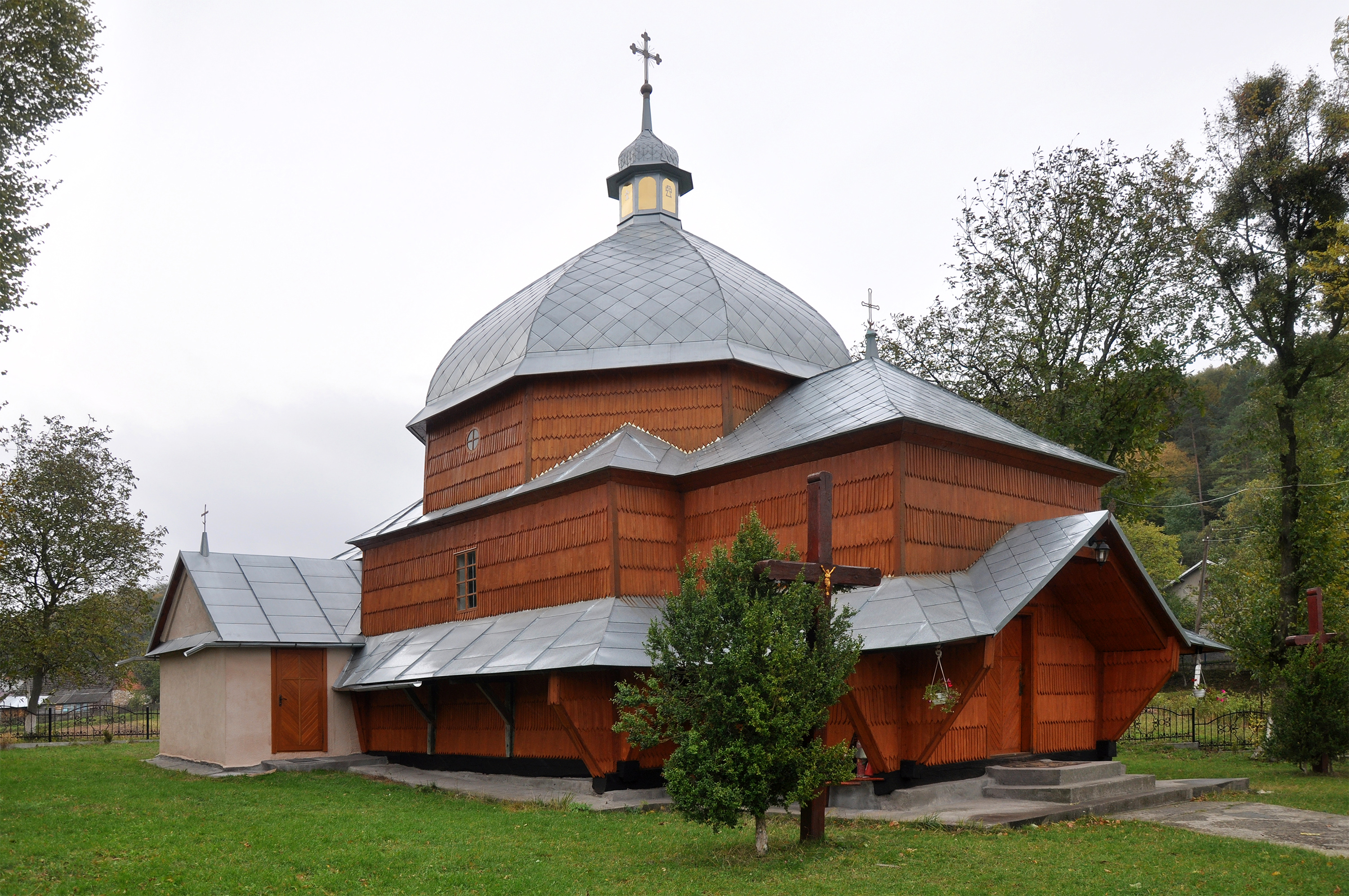
Дерев'яна церква Покрови Пресвятої Богородиці
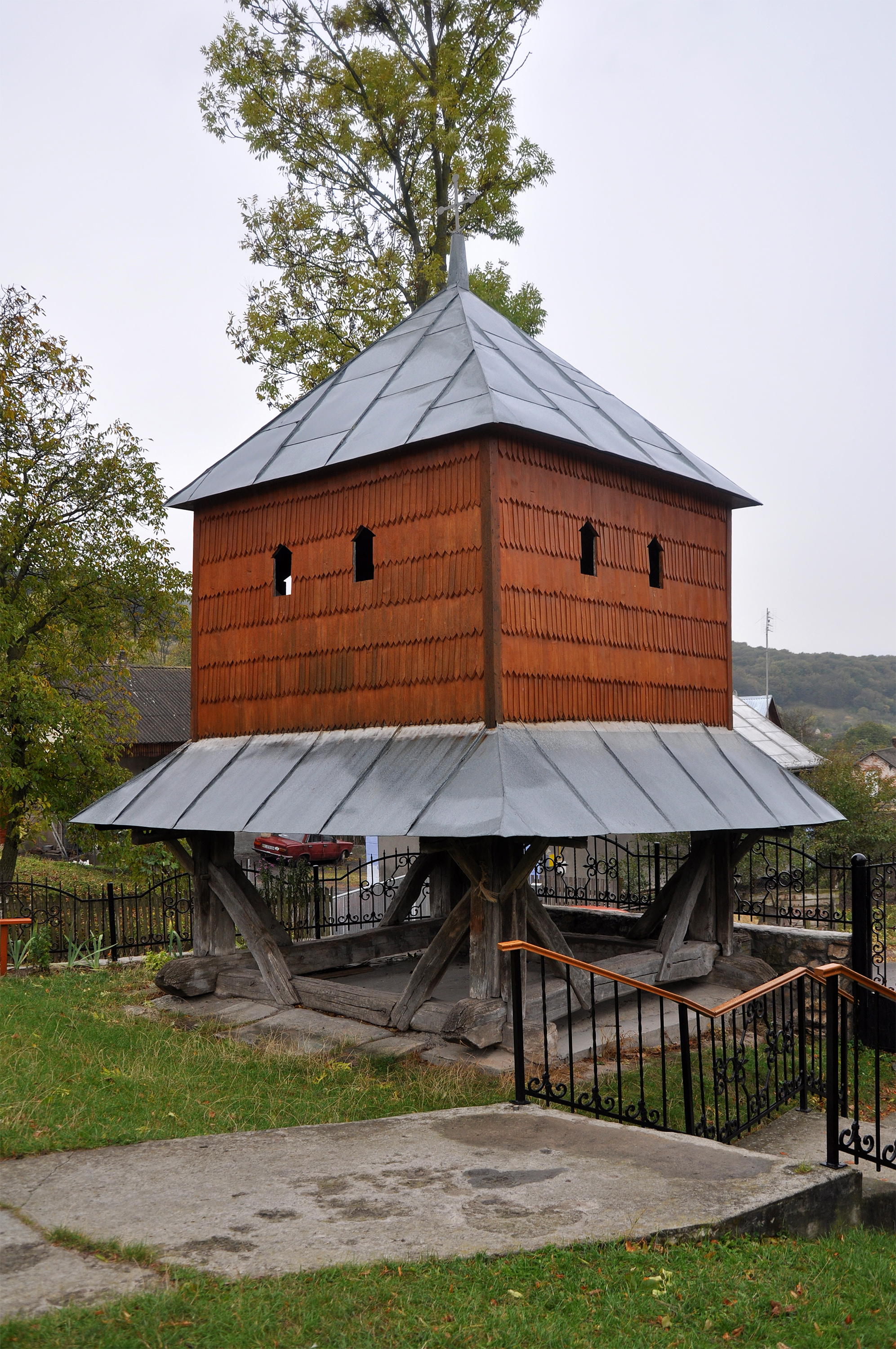
Дзвіниця церкви Покрови Пресвятої Богородиці
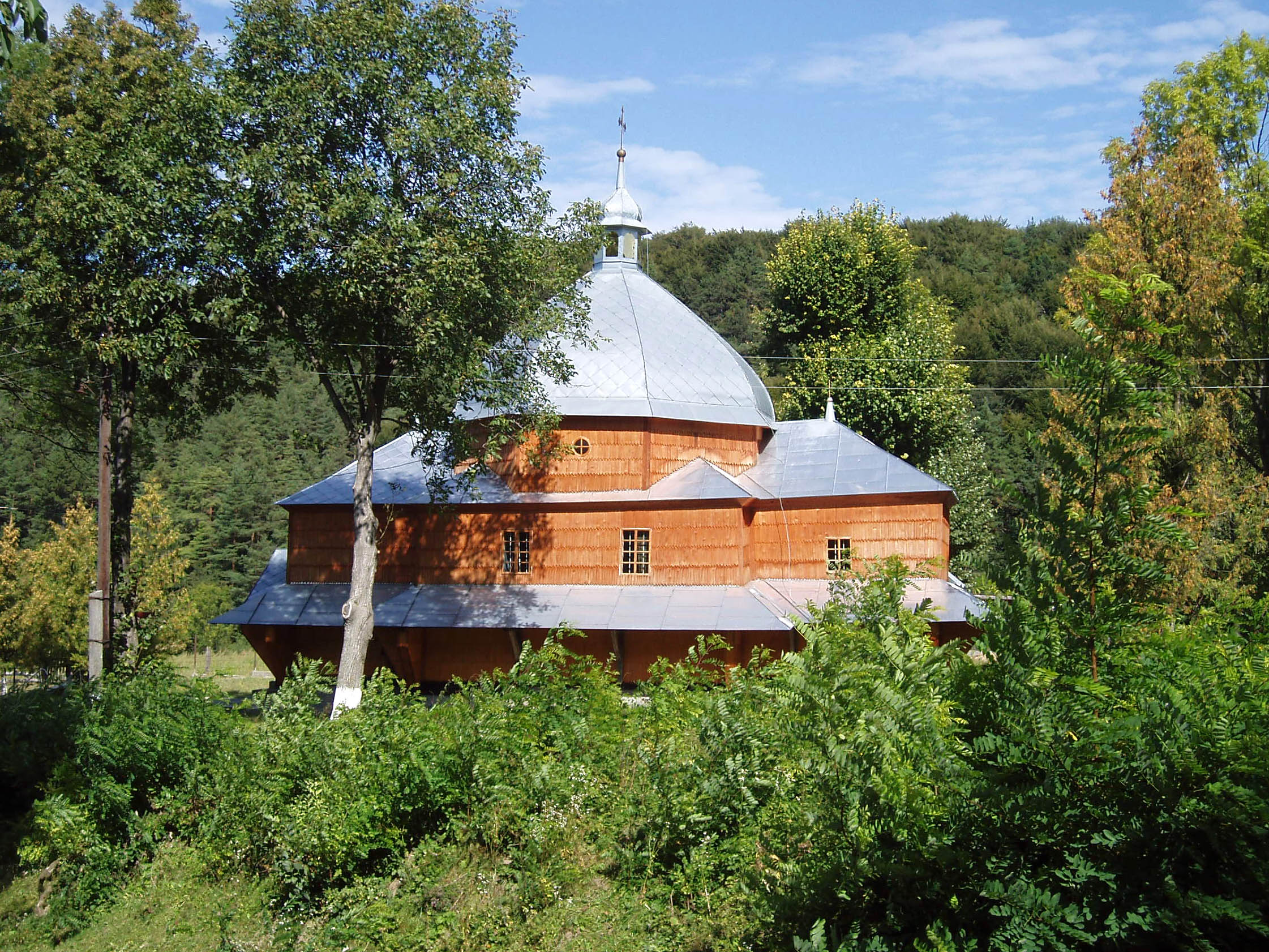
Дерев'яна церква Покрови Пресвятої Богородиці
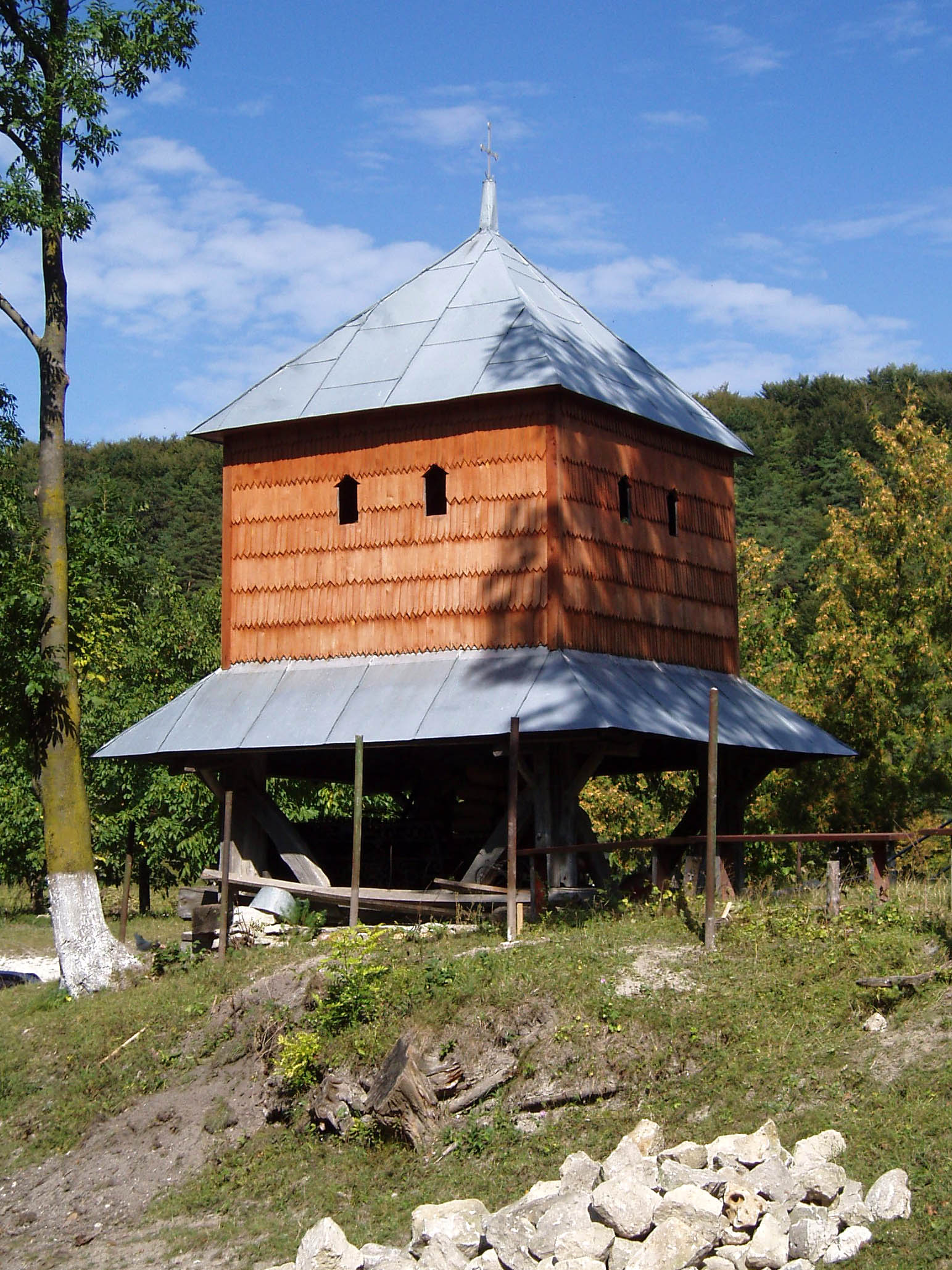
Дзвіниця церкви Покрови Пресвятої Богородиці

### Костел Пресвятого Серця Ісусового

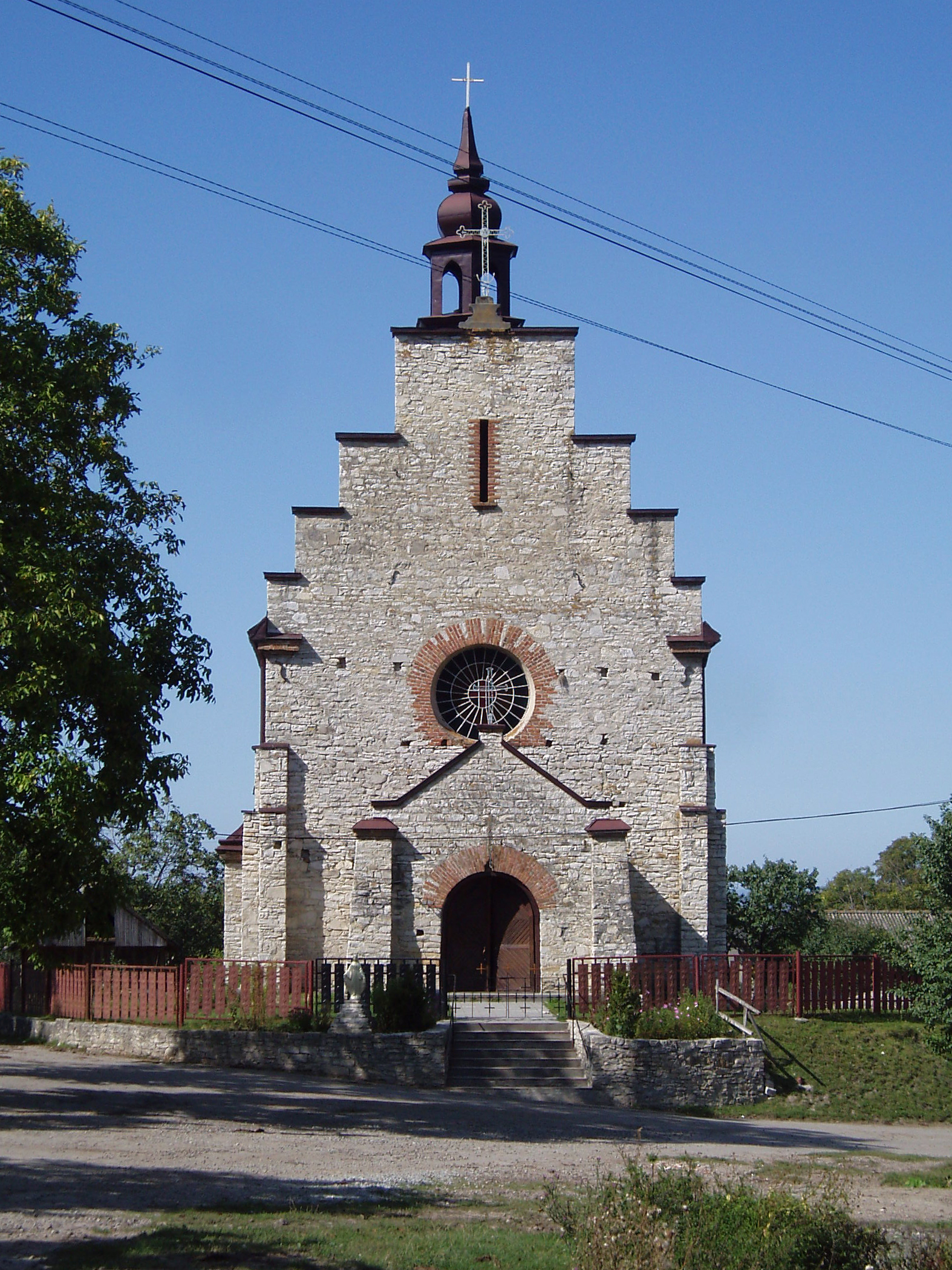
Костел Пресвятого Серця Ісусового

Римсько-католицька громада Митулина спочатку належала до парафії Різдва Пресвятої Діви Марії у Гологорах, а з 1936 року — до новоствореної парафії Христа Царя у Словіті. Наприкінці 1930-х років, коли чисельність місцевих католиків латинського обряду сягала півтисячі, на головній вулиці Митулина було споруджено муровану філіальну каплицю. Вівтарем орієнтована на захід. У 1946—2000 роках святиня перебувала закритою. Нині повернений та суттєво зруйнований храм відремонтовано. Митулинську громаду обслуговують отці-салезіани (товариство святого Франциска Салезького) з парафії святих Апостолів Петра і Павла у Перемишлянах.

### Пам'ятка природи «Гора Вапнярка»
На схід від села розташована найвища вершина Вороняків — гора Вапнярка (460,8 метрів над рівнем моря) з комплексною пам'яткою природи загальнодержавного значення — «Гора Вапнярка».

## Інфраструктура
Нині функціюють загально-освітня школа (споруджена наприкінці XIX століття); клуб, бібліотека; фельдшерсько-акушерський пункт. Збереглися також дерев'яна церква Покрови Пресвятої Богородиці з дзвіницею (пам'ятки архітектури національного значення; 2013 року відреставрована) та кам'яний костел Пресвятого Серця Ісусового (XVI століття, декілька раз перебудовувалася).

### Освіта
Основною культурно-просвітницького життя в селі завжди була школа. Приміщення Митулинської школи був збудоване наприкінці XIX століття та являє собою одноповерхову будівлю з пічним опаленням, вибіленими стінами, великими вікнами. В приміщенні школи розміщені три класних кімнати, учительська та просторий коридор. За школою учнями та вчителями висаджено фруктовий сад, встановили огорожу  шкільної території та побудували спортивний майданчик.
У 1962—2010 роках у школі навчалося 406 учнів. За цей тривалий період діяльності Митулинської школи змінилося багато директорів цього навчального закладу:
- 1964—1969 роки — Ласовська Іванна Іванівна;
- 1969—1983 роки — Рибчинська Ольга Іванівна;
- 1983—1990 роки — Левандівська Владислава Михайлівна;
- 1990—1991 роки — Стрехалюк Марія Іванівна;
- 1991—1992 роки — Сорока Анастасія Андріївна;
- 1992—… роки — Іванюк Людмила Яківна.

Учні школи беруть активну участь у різних конкурсах: «Осінній калейдоскоп», «Міжнародному математичному конкурсі «Кенгуру», міжнародному конкурсі знавців української мови імені Петра Яцика. Нині це Митулинська початкова школа Золочівської міської ради Золочівського району Львівської області розрахована на 30 учнів.